# Антим IV Константинопольский
Патріарх Анфім IV (грец. Πατριάρχης Άνθιμος Δ΄; у миру — Тамвакіс; 1785, Константинополь — 1878 (острів Принкіпо, Османська імперія) — патріарх Константинопольський, який займав Константинопольську кафедру двічі: в 1840–1841 і 1848–1852 роки.

## Біографія
Народився у Константинополі. Здобув гарну освіту і пізніше викладав у грецькій школі Диплокіонійської парафії. Служив Патріаршим протосинкелом. У жовтні 1825 року був обраний митрополитом Іконійським; у вересні 1835 року — митрополитом Ларисським; у серпні 1837 року — митрополитом Нікомідійським.
21 лютого 1840 року був обраний на Патріарший престол, прийшовши до управління Константинопольською православною церквою після усунення з посади патріарха Григорія VI, відстороненого султаном Абдул-Меджідом I на вимогу англійського посла в Константинополі лорда Понсонбі. За патріарха Антима IV влада опинилася в руках його брата, великого логофета. Невдоволене духовенство на чолі з митрополитом Кізичним (згодом патріархом Антимом V) 6 травня 1841 року добилося відставки патріарха.
У своє друге патріарство, 29 червня 1850 року, видав томос, який проголошував автокефалію православної церкви в Грецькому королівстві (православна церква в королівстві перебувала в схизмі з 1833 року).
30 жовтня 1852 року приніс письмове зречення від престолу і пішов на спокій на острів Принкіпо, де помер у глибокій старості.